# Xituo
Xituo (kinesiska: 西沱) är en köping i sydvästra Kina. Den ligger i Shizhu härad i storstadsområdet Chongqing, omkring 180 kilometer nordost om det centrala stadsdistriktet Yuzhong. Antalet invånare är 25 585. Befolkningen består av 13 121 kvinnor och 12 464 män. Barn under 15 år utgör 19,0 %, vuxna 15-64 år 68 %, och äldre över 65 år 11,0 %.